# FC Eintracht Bamberg
Der FC Eintracht Bamberg 2010 e. V. ist ein Sportverein in der oberfränkischen Stadt Bamberg. Er entstand im Juni 2010 nach der Insolvenz des 1. FC Eintracht Bamberg.

## Geschichte

### Vorgängerverein
Im Jahr 2006 fusionierten die zwei Bamberger Traditionsvereine, der 1901 gegründete FC 01 Bamberg sowie der 1951 gegründete TSV Eintracht Bamberg, zum 1. FC Eintracht Bamberg. Vier Jahre nach der Fusion stellte dieser wegen Zahlungsunfähigkeit und Überschuldung am 11. Mai 2010 vor dem Amtsgericht Bamberg den Antrag auf Eröffnung des Insolvenzverfahrens. Mit der Führung der Geschäfte wurde ein vorläufiger Insolvenzverwalter beauftragt. Als sich abzeichnete, dass das Insolvenzverfahren mangels Masse nicht eröffnet werden konnte, wurde zur Sicherung des Sportbetriebes als Nachfolgeverein der FC Eintracht Bamberg 2010 gegründet. 

### Gründung
Die Gründungsversammlung fand am 16. Juni 2010 im Nebenzimmer der Eintracht-Gaststätte statt. Vorstandsvorsitzender wurde der Sportjournalist Mathias Zeck. Der neu gegründete Verein nahm zur Saison 2010/11 den Platz des Vorgängervereins in der Bayernliga ein. Die 1. Mannschaft spielt seitdem im Bamberger Fuchs-Park-Stadion, der ehemaligen Hauptkampfbahn.
Als Achtplatzierter der Bayernliga 2011/12 qualifizierte sich der FCE für die neue viertklassige Regionalliga Bayern. Die ersten beiden Jahre dort schloss das Team ungefährdet auf den Plätzen 13 sowie 10 ab, 2014/15 erfolgte jedoch der Abstieg als Tabellenletzter mit 26 Punkten, nachdem aus den ersten 14 Saisonspielen kein einziger Sieg geholt worden war. Somit ging der FC Eintracht 2015 wieder fünftklassig an den Start, in der Nord-Staffel der nun zweigeteilten Bayernliga.

### Insolvenz und Abstieg
Nachdem der Verein erneut in wirtschaftliche Schieflage geraten war, trat der damalige Vorstandsvorsitzende Mathias Zeck am 4. März 2016 von seinem Amt zurück, Jörg Schmalfuß übernahm die Führung des Vereins kommissarisch und stellte am 29. März 2016 einen Antrag auf Insolvenz aufgrund der Zahlungsunfähigkeit des Bayernligisten. Gemeinsam mit dem Insolvenzverwalter entschied man sich, ein geordnetes Insolvenzplanverfahren zu durchlaufen. Der Spielbetrieb wurde aufrechterhalten. Die erste Mannschaft stieg zum Ende der Saison 2015/16 aus der 5. Liga ab. Am 27. Oktober 2016 stimmten die Gläubiger mit großer Mehrheit dem Insolvenzplan und der angebotenen Insolvenzquote zu, die durch die Unterstützung von Sponsoren aufgebracht worden war. Am 30. Dezember 2016 schloss das Amtsgericht Bamberg die Insolvenzakte, wodurch der FCE schuldenfrei wurde und der sportliche Betrieb des Vereins gerettet werden konnte. Sportlich konnte ein weiterer Rückschritt jedoch nicht verhindert werden und so stieg der FC Eintracht in der Saison 2016/17 auch aus der Landesliga in die Bezirksliga ab.

### Neuaufbau und Nachwuchsförderung
In der Bezirksliga angekommen, setzte der FCE vermehrt auf die eigenen Talente seiner leistungsorientierten Nachwuchsarbeit und verpflichtete Michael Hutzler als Cheftrainer. In der ersten Mitgliedervollversammlung nach dem Insolvenzverfahren wurde Jörg Schmalfuß am 28. November 2017 offiziell in das Amt des Vorstandsvorsitzenden gewählt. Dem Aufsichtsrat gehörten fortan u. a. auch der Sportmanager Wolfgang Heyder sowie der Lokalpolitiker Heinz Kuntke an. Am Ende der Saison 2017/18 stand der FCE mit 72 Punkten bei 118:33 Toren – einen Zähler vor dem FC Coburg – als Meister der Bezirksliga Oberfranken West fest und stieg in die Landesliga auf.
Auch in der Saison 2018/19 setzte der FC Eintracht seinen sportlichen Aufschwung fort und wurde mit einem großen Stamm aus jungen Spielern, die den eigenen Nachwuchsbereich durchlaufen hatten, Meister der Landesliga Nordost (81 Punkte, 100:36 Tore) – wiederum mit einem Punkt Vorsprung auf den schärfsten Verfolger, den 1. SC Feucht. Somit kehrte der FCE, dessen erste Fußball-Mannschaft unter dem Spitznamen „Die Domreiter“ auftritt (in Anlehnung an das Wahrzeichen der Domstadt Bamberg im Vereinswappen) zur Saison 2019/20 in die Bayernliga zurück. In der Saison 2022/23 wurde der Verein Meister der Nordstaffel der Bayernliga und erreichte damit den Aufstieg in die Regionalliga Bayern.

## Trainer
- Dieter Kurth (2010, 2013)
- Petr Škarabela (2012–2013, 2015–2016)
- Julian Kolbeck (2021–2022)
- Jan Gernlein (seit 2022)

## Kader 2024/25
Stand: 5. April 2025
| Nr.        | Nat.        | Spieler             | Geburtstag    | Vertrag seit | letzter Verein                |
| ---------- | ----------- | ------------------- | ------------- | ------------ | ----------------------------- |
| Tor        |             |                     |               |              |                               |
| 01         | Deutschland | Fabian Dellermann   | 15. Apr. 1998 | 01.07.2017   | eigene Jugend                 |
| 21         | Deutschland | Ben Olschewski      | 2. Juni 2003  | 01.01.2022   | DJK Don Bosco Bamberg         |
| 34         | Deutschland | Benedikt Willert    | 2. Juni 2001  | 01.07.2024   | FSV Stadeln                   |
| Abwehr     |             |                     |               |              |                               |
| 08         | Deutschland | Marco Schmitt       | 30. Okt. 1995 | 01.07.2017   | DJK Don Bosco Bamberg         |
| 11         | Deutschland | Tobias Linz         | 29. Mai 1996  | 01.07.2016   | eigene Jugend                 |
| 12         | Deutschland | Sebastian Valdez    | 8. Nov. 2002  | 01.07.2021   | eigene Jugend                 |
| 23         | Deutschland | Robin Zeitler       | 6. Feb. 2003  | 01.01.2025   | TSV Großbardorf               |
| 24         | Deutschland | Christopher Kettler | 22. Jan. 1993 | 01.07.2021   | DJK Don Bosco Bamberg         |
| 35         | Deutschland | Jonas Hartwig       | 29. Nov. 2003 | 03.07.2022   | Würzburger Kickers [Jugend]   |
| Mittelfeld |             |                     |               |              |                               |
| 05         | Deutschland | Luca Auer           | 7. Juni 2004  | 01.07.2023   | 1. FC Nürnberg [Jugend]       |
| 06         | Deutschland | Simon Kollmer       | 9. Juni 1999  | 01.07.2018   | eigene Jugend                 |
| 07         | Deutschland | Andreas Pfahlmann   | 2. Okt. 2001  | 01.07.2024   | TSV Burgebrach                |
| 13         | Deutschland | Andreas Mahr        | 5. Juni 1993  | 01.07.2023   | 1. FC Lichtenfels             |
| 15         | Deutschland | Fabio Reck          | 15. Mai 2002  | 01.07.2021   | 1. FC Schweinfurt 05 [Jugend] |
| 16         | Deutschland | Luca Leistner       | 30. Apr. 2003 | 01.07.2022   | eigene Jugend                 |
| 18         | Deutschland | Marc Reischmann     | 30. Apr. 1993 | 01.01.2017   | FV Ravensburg II              |
| 25         | Deutschland | Koray Kaiser        | 25. Juni 2004 | 01.01.2024   | SpVgg Bayreuth                |
| 27         | Deutschland | Jonah Schildbach    | 3. Sep. 2006  | 29.01.2025   | Baiersdorfer SV U19           |
| 28         | Deutschland | Benjamin Desić      | 8. März 2005  | 29.01.2025   | SpVgg Greuther Fürth II       |
| 29         | Deutschland | Luca Ljevsic        | 19. Apr. 1996 | 01.07.2021   | 1. FC Lichtenfels             |
| 30         | Deutschland | Nico Baumgartl      | 22. Juni 2004 | 01.07.2023   | eigene Jugend                 |
| Angriff    |             |                     |               |              |                               |
| 09         | Deutschland | Timm Strasser       | 29. Mai 2001  | 01.07.2022   | 1. FC Sand                    |
| 10         | Polen       | Lukasz Jankowiak    | 7. Dez. 1997  | 01.07.2024   | 1. FC Lichtenfels             |
| 14         | Deutschland | Luis Schneider      | 20. März 2003 | 01.07.2022   | eigene Jugend                 |
| 17         | Deutschland | Björn Schönwiesner  | 7. Dez. 1992  | 10.07.2022   | TSV Aubstadt                  |
| 19         | Deutschland | David Lang          | 7. Juli 2001  | 01.07.2020   | eigene Jugend                 |
| 20         | Nigeria     | Muiz Alli           | 19. Mai 2005  | 01.07.2024   | eigene Jugend                 |
| 22         | Belarus     | Radzivon Huchsha    | 2. Sep. 2005  | 01.07.2024   | eigene Jugend                 |

## Weitere Sportarten
Neben der Fußballabteilung führt der FC Eintracht Bamberg 2010 e. V. auch eine Rugby-, Karate-, Quidditch-, E-Sport-, Basketballabteilung und ist Teil der Volleyballgemeinschaft Bamberg.